# Сеник, Николай Григорьевич
Николай Григорьевич Сеник — советский хозяйственный деятель, Герой Социалистического Труда.

## Биография
Родился в 1936 году в Носовке. Член КПСС.
Окончил курсы механизации при Носовской МТС.
В 1952—1991 годах — прицепщик, механизатор Носовской МТС, механизатор колхоза имени Фрунзе Носовского района Черниговской области.
Указом Президиума Верховного Совета СССР от 8 декабря 1973 года присвоено звание Героя Социалистического Труда с вручением ордена Ленина и золотой медали «Серп и Молот».
Делегат XXVII съезда КПСС.
Умер в 2016 году в Носовке.

## Награды и звания
- Герой Социалистического Труда (08.12.1973)
- Орден Ленина (дважды, в том числе 08.12.1973)